# José Ángel Iribar
José Ángel Iribar Kortajarena uno de los mejores porteros de la liga española (Zarauz, Guipúzcoa, 1 de marzo de 1943) es un exfutbolista y exentrenador. Fue portero del Athletic Club entre 1962 y 1979, con el que ganó dos campeonatos de Copa (1969 y 1973) y un Trofeo Zamora. Además, entre 1964 y 1976 fue el guardameta titular de la selección española, con la que ganó la Eurocopa de 1964.
Con 614 encuentros, es el jugador con más partidos en la historia del club rojiblanco. Además, logró tres subcampeonatos de Copa, un subcampeonato de Liga en 1970 y un subcampeonato de la Copa de la UEFA en 1977.
Se retiró al finalizar la temporada 1979-80, si bien, fue el 12 de diciembre de 1979 cuando jugó su último partido. Después ejerció como entrenador en las categorías inferiores del Athletic, también fue entrenador del primer equipo en la temporada 1986-87 y, posteriormente, trabajó como entrenador de porteros hasta que fue sustituido por Walter Junghans en 2001. Actualmente es el presidente de la asociación de veteranos del Athletic Club y uno de los representantes institucionales del club, siendo un habitual en los viajes con la primera plantilla.

## Biografía
José Ángel Iribar nació el 1 de marzo de 1943, en la localidad guipuzcoana de Zarauz, en un caserío llamado Makatza. Durante su infancia le gustaba jugar a fútbol en la playa. Comenzó a estudiar en el Colegio La Salle y, más tarde, aprendió el oficio de tornero en la Escuela de Maestría de los Antonianos. Durante un tiempo trabajó como tornero en una pequeña empresa.

### Inicios como futbolista y traspaso al Athletic
El primer equipo en el que jugó, con 12 años, fue el Salleko infantil. Al poco tiempo pasó a jugar en el equipo de los Antonianos y, finalmente, al juvenil del C. D. Zarauz. En 1961 pasó una prueba para fichar por el C. D. Basconia, que militaba en Segunda División, cuando este equipo aún no era filial del Athletic. Con el Basconia jugó la Copa del Generalísimo de 1961-62 (actualmente llamada Copa del Rey) y, para sorpresa de muchos, eliminaron al Atlético de Madrid, club que militaba en Primera División y que era el vigente campeón del torneo. La gran actuación de Iribar en esa eliminatoria y a lo largo de toda la temporada, llamó la atención de varios clubes de todo el país como el FC Barcelona, Valencia CF o Atlético de Madrid que se interesaron por hacerse con sus servicios. Finalmente, el Athletic Club pagó al C. D. Basconia un traspaso de un millón de pesetas por el jugador, cifra récord para la época (1962).

### Comienzos en el Athletic y la Eurocopa del 64

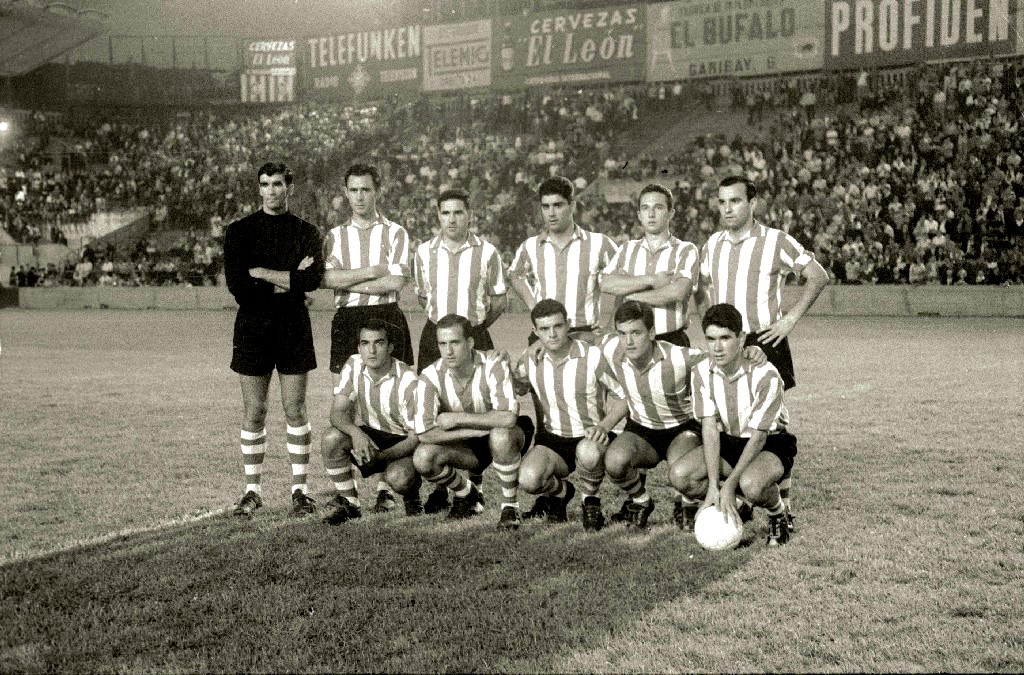
Iribar en una alineación del Atlético de Bilbao en el Estadio de Atocha (1965).

Su primera temporada en el Athletic no fue fácil, ya que si quería jugar debía de quitarle el puesto al internacional Carmelo Cedrún, el cual era el indiscutible dueño de la portería rojiblanca desde hacía más de diez años. Carmelo había formado parte del llamado equipo de los 11 aldeanos que le arrebató el título de Copa al Real Madrid de Di Stéfano en aquella recordada final de 1958. El 23 de septiembre de 1962, debido a la lesión de Carmelo, debutó como jugador del equipo vasco al sustituir al portero vizcaíno a los 61 minutos de juego. El CD Málaga se impuso por 2-0, si bien, Iribar no encajó ningún gol en la media hora que disputó. El 14 de abril de 1963 fue titular por primera vez en una derrota por 3 a 2 ante el Real Betis. El 21 de abril de 1963 jugó su primer partido en San Mamés, que acabó en derrota ante el Real Madrid (0-1) tras un gol de penalti de Puskás.
En octubre de 1963, con Carmelo lesionado, Iribar se consolidó como portero titular. Sus buenas actuaciones le hicieron ganarse la admiración de la afición y, además, relegó definitivamente a Carmelo al banquillo, que se marchó al R. C. D. Español al final de la temporada.
No sólo se hizo dueño de la portería rojiblanca, ya que el 11 de marzo de 1964, con apenas 21 años recién cumplidos, Iribar debutó con la selección española en un partido de clasificación para la Eurocopa de 1964, frente a Irlanda. Ese fue el comienzo de una larga trayectoria bajo los palos de la selección, donde se convertiría en titular indiscutible. En ese mismo verano de 1964, Iribar jugó la final de la Eurocopa frente a la Unión Soviética, adjudicándose así el primer título de su carrera deportiva, en su cuarto partido como internacional.

### Una larga trayectoria ligada al Athletic
En 1966, tras la final de Copa perdida ante el Real Zaragoza, se hizo popular el cántico de Iribar, Iribar, Iribar es cojonudo como Iribar no hay ninguno. En 1969 logró su primer título con el club bilbaíno al vencer 1-0 al Elche en la final de Copa. En la temporada 1969-70 estuvo cerca de lograr el campeonato de Liga, pero una derrota en Valencia, en la penúltima jornada de liga, dejó al equipo como subcampeón. Iribar ganó el trofeo Zamora al encajar 20 goles en las 30 jornadas de Liga. Durante la temporada 1970-71 estuvo 1.018 minutos imbatido en San Mamés al mantener su portería a cero durante 10 jornadas consecutivas; entre el 12 de septiembre, cuando recibió un gol de Pujol, y el 7 de marzo, cuando encajó un tanto de Toni Grande. Su momento más delicado lo vivió en 1973, cuando estuvo gravemente enfermo durante varios meses, por una fiebre tifoidea. El 29 de junio del mismo año logró su segundo título al ganar 2-0 al Castellón en la final de Copa.

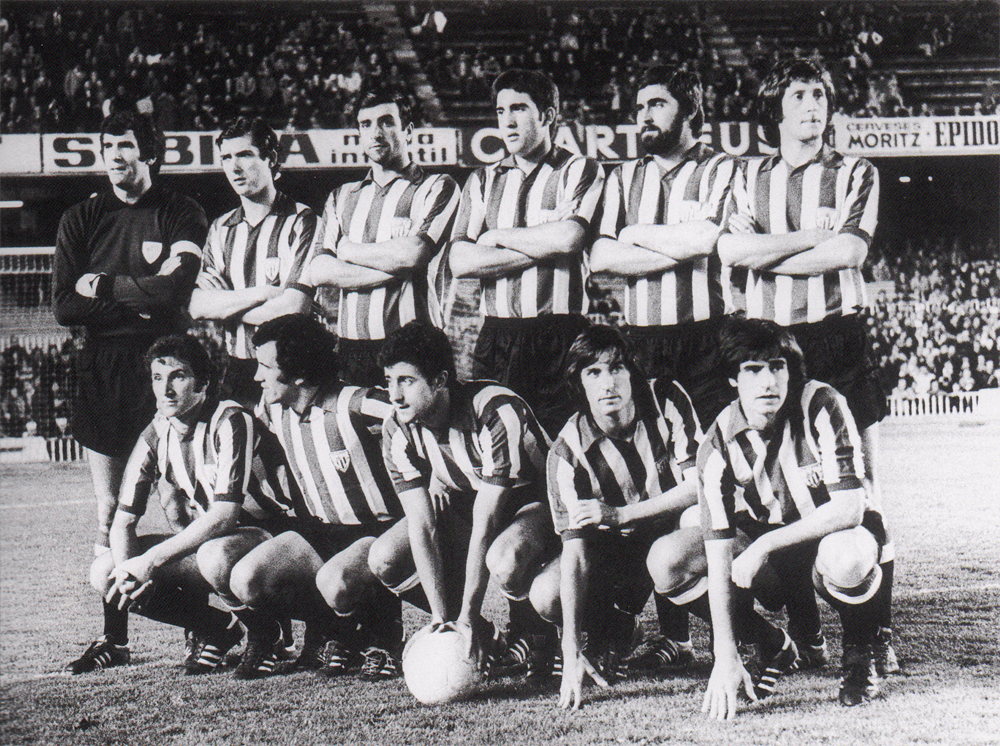
Iribar posando con sus compañeros antes de jugar un partido de la Copa de la UEFA 1976-77.

En la temporada 1976-77 obtuvo los subcampeonatos de Copa de la UEFA y de Copa del Rey al caer en las finales ante la Juventus de Turín y el Real Betis, respectivamente. En la tanda de penaltis ante el Betis, Esnaola le detuvo el vigésimo penalti a Iribar, que hizo decantar a favor del equipo verdiblanco la final. Iribar ya había marcado en una tanda de penaltis. Fue en el partido de vuelta de cuartos de final de la Copa 1974-75, en la que el Athletic Club eliminó a la Real Sociedad.
Iribar fue portero del Athletic Club entre 1962 y 1980, en las que fue el referente de la portería bilbaína y se convirtió en símbolo del club. A su vez, hubo otros porteros que tuvieron que marcharse, tras años de suplencia, en busca de oportunidades como Javier Echevarría, Juan Manuel Zamora, Juan Antonio Deusto, Víctor Marro, Juan Antonio Zaldua o José Luis Burgueña debido a la importancia del zarauztarra. En la temporada 1979-80, con Helmut Senekowitsch, se retiró después de disputar las primeras nueve jornadas y Peio Aguirreoa se convirtió en su sustituto. Fue homenajeado el 31 de mayo de 1980 en un encuentro, disputado en San Mamés, ante la Real Sociedad.
Después de su retirada, fue entrenador en las categorías inferiores del Athletic Club (infantil y cadete), Bilbao Athletic con el que logró un ascenso en 1983 y un subcampeonato de Segunda División en 1984 e, incluso, del Athletic Club en la temporada 1986-87 en la que el equipo vasco acabó en 13.er lugar. También fue entrenador de porteros de la primera plantilla entre 1990 y 2001 y, posteriormente, fue nombrado por Javier Uría como representante institucional del club acompañando habitualmente a la primera plantilla en sus desplazamientos. Además fue entrenador en los amistosos de la selección de fútbol de Euskadi durante casi veinte años, dejando dicho cargo en 2011.

## Selección nacional
Fue internacional con la selección de fútbol de España en 49 ocasiones. Su debut como internacional fue el 11 de marzo de 1964 en el partido España 5:1 Irlanda. Su último partido internacional fue el 24 de abril de 1976 contra Alemania Federal, con el resultado de 1-1. Fue el portero titular en la Eurocopa de 1964, donde España se coronó campeona.

### Participaciones internacionales
Con la Selección española también disputó la Copa Mundial de Fútbol de Inglaterra de 1966 jugando tres partidos contra Argentina, Suiza y Alemania Federal.
| Mundial           | Sede       | Resultado        |
| ----------------- | ---------- | ---------------- |
| Eurocopa 1964     | España     | Campeón          |
| Copa Mundial 1966 | Inglaterra | Fase de grupos   |
| Eurocopa 1968     | Italia     | Cuartos de final |

### Euskal Selekzioa
El 16 de agosto de 1979 fue capitán de la selección del País Vasco en el amistoso disputado, en San Mamés, ante Irlanda.
Jugó otros dos partidos con la selección de Euskadi los homenajes a Lizarralde, contra el Real Valladolid, y a Gárate contra el Atlético de Madrid.

## Trayectoria

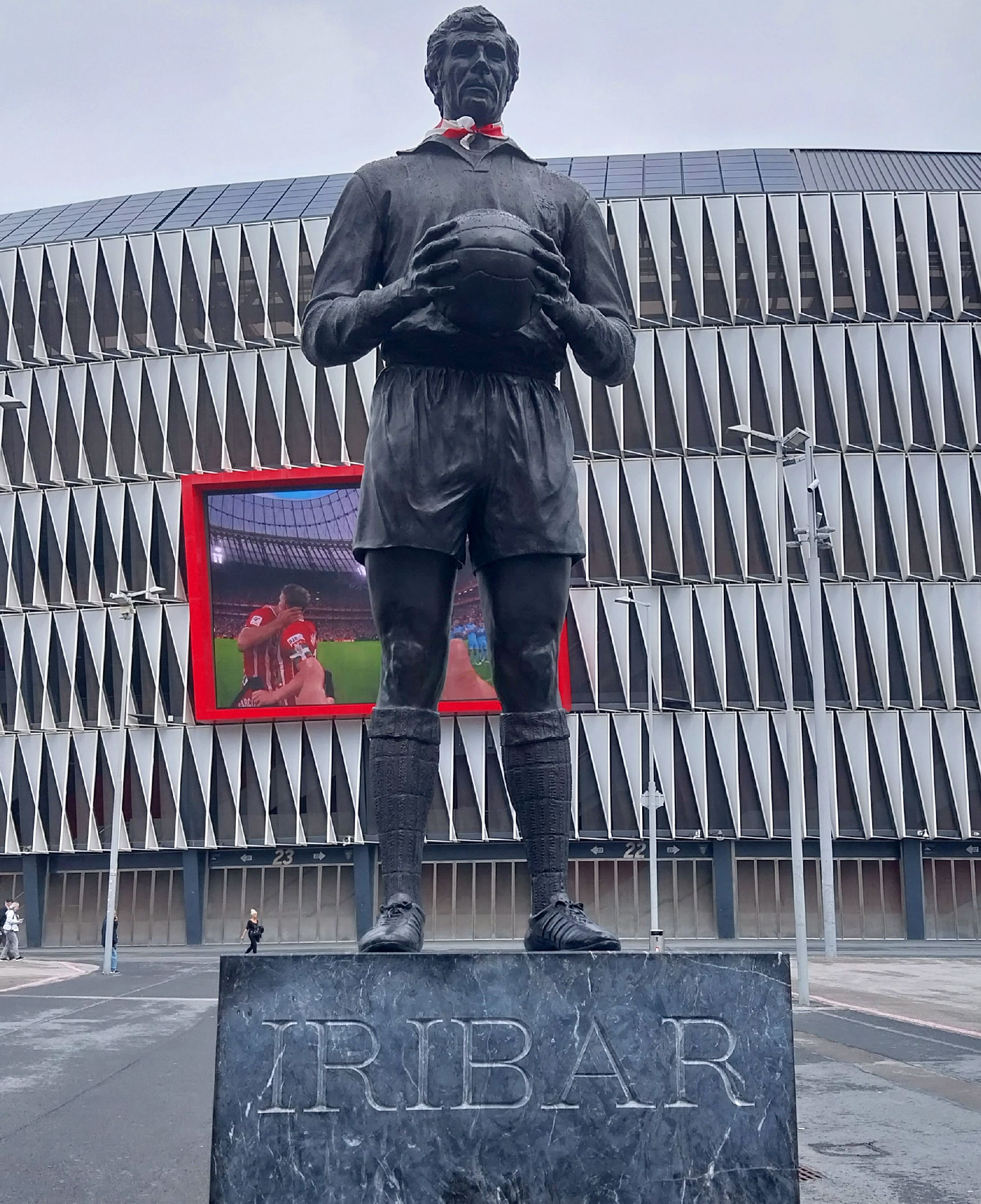
Estatua e Iribar levantada en diciembre de 2023 junto a San Mamés

### Como jugador
| Club                           | Temporada | Partidos disputados | Partidos disputados | Partidos disputados | Partidos disputados | Partidos disputados |
| Club                           | Temporada | Liga                | Copa                | Europa              | Total               |                     |
| ------------------------------ | --------- | ------------------- | ------------------- | ------------------- | ------------------- | ------------------- |
| C.D. Baskonia (2.ª División)   | 1961/62   | -                   | -                   | -                   | -                   |                     |
| C.D. Baskonia (2.ª División)   | Total     | -                   | -                   | -                   | -                   |                     |
| / Athletic Club (1.ª División) | 1962/63   | 3                   | 3                   | -                   | 6                   |                     |
| / Athletic Club (1.ª División) | 1963/64   | 26                  | 2                   | -                   | 28                  |                     |
| / Athletic Club (1.ª División) | 1964/65   | 28                  | 8                   | 10                  | 46                  |                     |
| / Athletic Club (1.ª División) | 1965/66   | 27                  | 9                   | -                   | 36                  |                     |
| / Athletic Club (1.ª División) | 1966/67   | 30                  | 9                   | 2                   | 41                  |                     |
| / Athletic Club (1.ª División) | 1967/68   | 25                  | 6                   | 6                   | 37                  |                     |
| / Athletic Club (1.ª División) | 1968/69   | 25                  | 7                   | 6                   | 38                  |                     |
| / Athletic Club (1.ª División) | 1969/70   | 30                  | 8                   | 2                   | 40                  |                     |
| / Athletic Club (1.ª División) | 1970/71   | 30                  | 4                   | 2                   | 36                  |                     |
| / Athletic Club (1.ª División) | 1971/72   | 32                  | 6                   | 4                   | 42                  |                     |
| / Athletic Club (1.ª División) | 1972/73   | 22                  | 7                   | -                   | 29                  |                     |
| / Athletic Club (1.ª División) | 1973/74   | 30                  | 4                   | 4                   | 38                  |                     |
| / Athletic Club (1.ª División) | 1974/75   | 33                  | 6                   | -                   | 39                  |                     |
| / Athletic Club (1.ª División) | 1975/76   | 25                  | 0                   | -                   | 25                  |                     |
| / Athletic Club (1.ª División) | 1976/77   | 30                  | 6                   | 11                  | 47                  |                     |
| / Athletic Club (1.ª División) | 1977/78   | 31                  | 2                   | 6                   | 39                  |                     |
| / Athletic Club (1.ª División) | 1978/79   | 30                  | 4                   | 2                   | 36                  |                     |
| / Athletic Club (1.ª División) | 1979/80   | 9                   | 2                   | -                   | 11                  |                     |
| / Athletic Club (1.ª División) | Total     | 466                 | 93                  | 55                  | 614                 |                     |

Fuente: Web oficial del Athletic Club.

### Como entrenador
| Club                                           | Categoría                  | Temporadas                    |
| ---------------------------------------------- | -------------------------- | ----------------------------- |
| Categorías inferiores del Athletic Club        | -                          | 1981-1982 1987-1988 1991-1995 |
| Bilbao Athletic                                | Segunda división española  | 1982-1986 1987                |
| Athletic Club                                  | Primera División de España | 1986-1987                     |
| Selección vasca de fútbol (como seleccionador) | -                          | 1993-2011                     |

Fuente: Web oficial del Athletic Club.

### Selección nacional
| \| nº \| Fecha \| Evento \| Local \| Resultado \| Visitante \| \| -- \| ------------------------ \| ------------------------------------- \| ----------------- \| --------- \| ----------------- \| \| 1 \| 11 de marzo de 1964 \| Eurocopa 1964 - Fase de clasificación \| España \| 5-1 \| Irlanda \| \| 2 \| 8 de abril de 1964 \| Eurocopa 1964 - Fase de clasificación \| Irlanda \| 0-2 \| España \| \| 3 \| 17 de junio de 1964 \| Eurocopa 1964 \| España \| 2-1 \| Hungría \| \| 4 \| 21 de junio de 1964 \| Eurocopa 1964 \| España \| 2-1 \| URSS \| \| 5 \| 15 de noviembre de 1964 \| Amistoso \| Portugal \| 2-1 \| España \| \| 6 \| 5 de mayo de 1965 \| Clasificación para el Mundial de 1966 \| Irlanda \| 1-0 \| España \| \| 7 \| 8 de mayo de 1965 \| Amistoso \| Escocia \| 0-0 \| España \| \| 8 \| 23 de noviembre de 1965 \| Amistoso \| España \| 0-2 \| Irlanda \| \| 9 \| 23 de junio de 1966 \| Amistoso \| España \| 1-1 \| Uruguay \| \| 10 \| 13 de julio de 1966 \| Copa Mundial de Fútbol de 1966 \| Argentina \| 2-1 \| España \| \| 11 \| 15 de julio de 1966 \| Copa Mundial de Fútbol de 1966 \| España \| 2-1 \| Suiza \| \| 12 \| 20 de julio de 1966 \| Copa Mundial de Fútbol de 1966 \| Alemania \| 2-1 \| España \| \| 13 \| 23 de octubre de 1966 \| Eurocopa 1968 - Fase de clasificación \| Irlanda \| 0-0 \| España \| \| 14 \| 7 de diciembre de 1966 \| Eurocopa 1968 - Fase de clasificación \| España \| 2-0 \| Irlanda \| \| 15 \| 1 de febrero de 1967 \| Eurocopa 1968 - Fase de clasificación \| Turquía \| 0-0 \| España \| \| 16 \| 24 de mayo de 1967 \| Amistoso \| Inglaterra \| 2-0 \| España \| \| 17 \| 31 de mayo de 1967 \| Eurocopa 1968 - Fase de clasificación \| España \| 2-0 \| Turquía \| \| 18 \| 1 de octubre de 1967 \| Eurocopa 1968 - Fase de clasificación \| Checoslovaquia \| 1-0 \| España \| \| 19 \| 22 de octubre de 1967 \| Eurocopa 1968 - Fase de clasificación \| España \| 2-1 \| Checoslovaquia \| \| 20 \| 28 de febrero de 1968 \| Amistoso \| España \| 3-1 \| Suecia \| \| 21 \| 2 de mayo de 1968 \| Amistoso \| Suecia \| 1-1 \| España \| \| 22 \| 17 de octubre de 1968 \| Amistoso \| Francia \| 1-3 \| España \| \| 23 \| 27 de octubre de 1968 \| Clasificación para el Mundial de 1970 \| Yugoslavia \| 0-0 \| España \| \| 24 \| 23 de febrero de 1969 \| Clasificación para el Mundial de 1970 \| Bélgica \| 2-1 \| España \| \| 25 \| 11 de febrero de 1970 \| Amistoso \| España \| 0-0 \| Alemania \| \| 26 \| 21 de febrero de 1970 \| Amistoso \| España \| 2-2 \| Italia \| \| 27 \| 22 de abril de 1970 \| Amistoso \| Suiza \| 0-1 \| España \| \| 28 \| 28 de octubre de 1970 \| Amistoso \| España \| 2-1 \| Grecia \| \| 29 \| 11 de noviembre de 1970 \| Eurocopa 1972 - Fase de clasificación \| España \| 3-0 \| Irlanda del Norte \| \| 30 \| 20 de febrero de 1971 \| Amistoso \| Italia \| 1-2 \| España \| \| 31 \| 17 de marzo de 1971 \| Amistoso \| España \| 2-2 \| Francia \| \| 32 \| 30 de abril de 1971 \| Eurocopa 1972 - Fase de clasificación \| URSS \| 2-1 \| España \| \| 33 \| 24 de noviembre de 1971 \| Eurocopa 1972 - Fase de clasificación \| España \| 7-0 \| Chipre \| \| 34 \| 12 de enero de 1972 \| Amistoso \| España \| 1-0 \| Hungría \| \| 35 \| 16 de febrero de 1972 \| Eurocopa 1972 - Fase de clasificación \| Irlanda del Norte \| 1-1 \| España \| \| 36 \| 12 de abril de 1972 \| Amistoso \| Grecia \| 0-0 \| España \| \| 37 \| 23 de mayo de 1972 \| Amistoso \| España \| 2-0 \| Uruguay \| \| 38 \| 11 de diciembre de 1972 \| Amistoso \| España \| 1-0 \| Argentina \| \| 39 \| 19 de diciembre de 1972 \| Clasificación para el Mundial de 1974 \| España \| 2-2 \| Yugoslavia \| \| 40 \| 17 de enero de 1973 \| Clasificación para el Mundial de 1974 \| Grecia \| 2-3 \| España \| \| 41 \| 21 de octubre de 1973 \| Clasificación para el Mundial de 1974 \| Yugoslavia \| 0-0 \| España \| \| 42 \| 13 de febrero de 1974 \| Clasificación para el Mundial de 1974 \| Yugoslavia \| 1-0 \| España \| \| 43 \| 23 de febrero de 1974 \| Amistoso \| España \| 1-0 \| Alemania \| \| 44 \| 25 de septiembre de 1974 \| Eurocopa 1976 - Fase de clasificación \| Dinamarca \| 1-2 \| España \| \| 45 \| 12 de octubre de 1974 \| Amistoso \| Argentina \| 1-1 \| España \| \| 46 \| 20 de noviembre de 1974 \| Eurocopa 1976 - Fase de clasificación \| Escocia \| 1-2 \| España \| \| 47 \| 5 de febrero de 1975 \| Eurocopa 1976 - Fase de clasificación \| España \| 1-1 \| Escocia \| \| 48 \| 17 de abril de 1975 \| Eurocopa 1976 - Fase de clasificación \| España \| 1-1 \| Rumanía \| \| 49 \| 24 de abril de 1976 \| Eurocopa 1976 - Fase de clasificación \| España \| 1-1 \| Alemania \| |                          |                                       |                   |           |                   |
| nº | Fecha                    | Evento                                | Local             | Resultado | Visitante         |
| 1 | 11 de marzo de 1964      | Eurocopa 1964 - Fase de clasificación | España            | 5-1       | Irlanda           |
| 2 | 8 de abril de 1964       | Eurocopa 1964 - Fase de clasificación | Irlanda           | 0-2       | España            |
| 3 | 17 de junio de 1964      | Eurocopa 1964                         | España            | 2-1       | Hungría           |
| 4 | 21 de junio de 1964      | Eurocopa 1964                         | España            | 2-1       | URSS              |
| 5 | 15 de noviembre de 1964  | Amistoso                              | Portugal          | 2-1       | España            |
| 6 | 5 de mayo de 1965        | Clasificación para el Mundial de 1966 | Irlanda           | 1-0       | España            |
| 7 | 8 de mayo de 1965        | Amistoso                              | Escocia           | 0-0       | España            |
| 8 | 23 de noviembre de 1965  | Amistoso                              | España            | 0-2       | Irlanda           |
| 9 | 23 de junio de 1966      | Amistoso                              | España            | 1-1       | Uruguay           |
| 10 | 13 de julio de 1966      | Copa Mundial de Fútbol de 1966        | Argentina         | 2-1       | España            |
| 11 | 15 de julio de 1966      | Copa Mundial de Fútbol de 1966        | España            | 2-1       | Suiza             |
| 12 | 20 de julio de 1966      | Copa Mundial de Fútbol de 1966        | Alemania          | 2-1       | España            |
| 13 | 23 de octubre de 1966    | Eurocopa 1968 - Fase de clasificación | Irlanda           | 0-0       | España            |
| 14 | 7 de diciembre de 1966   | Eurocopa 1968 - Fase de clasificación | España            | 2-0       | Irlanda           |
| 15 | 1 de febrero de 1967     | Eurocopa 1968 - Fase de clasificación | Turquía           | 0-0       | España            |
| 16 | 24 de mayo de 1967       | Amistoso                              | Inglaterra        | 2-0       | España            |
| 17 | 31 de mayo de 1967       | Eurocopa 1968 - Fase de clasificación | España            | 2-0       | Turquía           |
| 18 | 1 de octubre de 1967     | Eurocopa 1968 - Fase de clasificación | Checoslovaquia    | 1-0       | España            |
| 19 | 22 de octubre de 1967    | Eurocopa 1968 - Fase de clasificación | España            | 2-1       | Checoslovaquia    |
| 20 | 28 de febrero de 1968    | Amistoso                              | España            | 3-1       | Suecia            |
| 21 | 2 de mayo de 1968        | Amistoso                              | Suecia            | 1-1       | España            |
| 22 | 17 de octubre de 1968    | Amistoso                              | Francia           | 1-3       | España            |
| 23 | 27 de octubre de 1968    | Clasificación para el Mundial de 1970 | Yugoslavia        | 0-0       | España            |
| 24 | 23 de febrero de 1969    | Clasificación para el Mundial de 1970 | Bélgica           | 2-1       | España            |
| 25 | 11 de febrero de 1970    | Amistoso                              | España            | 0-0       | Alemania          |
| 26 | 21 de febrero de 1970    | Amistoso                              | España            | 2-2       | Italia            |
| 27 | 22 de abril de 1970      | Amistoso                              | Suiza             | 0-1       | España            |
| 28 | 28 de octubre de 1970    | Amistoso                              | España            | 2-1       | Grecia            |
| 29 | 11 de noviembre de 1970  | Eurocopa 1972 - Fase de clasificación | España            | 3-0       | Irlanda del Norte |
| 30 | 20 de febrero de 1971    | Amistoso                              | Italia            | 1-2       | España            |
| 31 | 17 de marzo de 1971      | Amistoso                              | España            | 2-2       | Francia           |
| 32 | 30 de abril de 1971      | Eurocopa 1972 - Fase de clasificación | URSS              | 2-1       | España            |
| 33 | 24 de noviembre de 1971  | Eurocopa 1972 - Fase de clasificación | España            | 7-0       | Chipre            |
| 34 | 12 de enero de 1972      | Amistoso                              | España            | 1-0       | Hungría           |
| 35 | 16 de febrero de 1972    | Eurocopa 1972 - Fase de clasificación | Irlanda del Norte | 1-1       | España            |
| 36 | 12 de abril de 1972      | Amistoso                              | Grecia            | 0-0       | España            |
| 37 | 23 de mayo de 1972       | Amistoso                              | España            | 2-0       | Uruguay           |
| 38 | 11 de diciembre de 1972  | Amistoso                              | España            | 1-0       | Argentina         |
| 39 | 19 de diciembre de 1972  | Clasificación para el Mundial de 1974 | España            | 2-2       | Yugoslavia        |
| 40 | 17 de enero de 1973      | Clasificación para el Mundial de 1974 | Grecia            | 2-3       | España            |
| 41 | 21 de octubre de 1973    | Clasificación para el Mundial de 1974 | Yugoslavia        | 0-0       | España            |
| 42 | 13 de febrero de 1974    | Clasificación para el Mundial de 1974 | Yugoslavia        | 1-0       | España            |
| 43 | 23 de febrero de 1974    | Amistoso                              | España            | 1-0       | Alemania          |
| 44 | 25 de septiembre de 1974 | Eurocopa 1976 - Fase de clasificación | Dinamarca         | 1-2       | España            |
| 45 | 12 de octubre de 1974    | Amistoso                              | Argentina         | 1-1       | España            |
| 46 | 20 de noviembre de 1974  | Eurocopa 1976 - Fase de clasificación | Escocia           | 1-2       | España            |
| 47 | 5 de febrero de 1975     | Eurocopa 1976 - Fase de clasificación | España            | 1-1       | Escocia           |
| 48 | 17 de abril de 1975      | Eurocopa 1976 - Fase de clasificación | España            | 1-1       | Rumanía           |
| 49 | 24 de abril de 1976      | Eurocopa 1976 - Fase de clasificación | España            | 1-1       | Alemania          |

## Palmarés

### Campeonatos nacionales
| Título                | Club          | País   | Año  |
| --------------------- | ------------- | ------ | ---- |
| Copa del Generalísimo | Athletic Club | España | 1969 |
| Copa del Generalísimo | Athletic Club | España | 1973 |

### Copas internacionales
| Título   | Club               | Sede   | Año  |
| -------- | ------------------ | ------ | ---- |
| Eurocopa | Selección Española | España | 1964 |

### Distinciones individuales
| Distinción                      | Año  |
| ------------------------------- | ---- |
| Real Orden del Mérito Deportivo | -    |
| Trofeo Zamora                   | 1970 |
| Marca Leyenda                   | 2014 |
| Hijo predilecto de Zarauz       | 2024 |

## Implicación en política

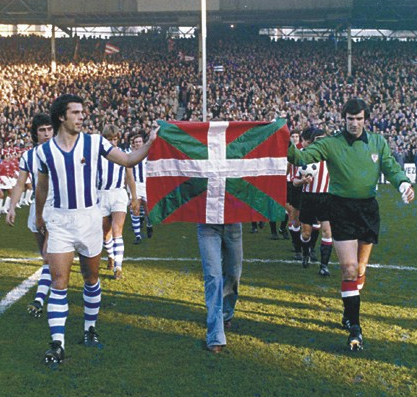
Iribar y Kortabarria saltan al césped de Atocha portando la ikurriña en el derbi Real-Athletic del 5 de diciembre de 1976.

Durante la Transición Española y coincidiendo con el tramo final de su carrera deportiva, Iribar tuvo una significativa implicación en política. El 5 de diciembre de 1976, antes de un derbi contra la Real Sociedad en el Estadio de Atocha, Iribar y el capitán realista Inaxio Kortabarria saltaron al terreno de juego portando una ikurriña (bandera vasca), colocándola ambos de manera ceremoniosa en el círculo central del campo. Por aquel entonces esta bandera era ilegal, ya que aún no se había iniciado el proceso autonómico en España. Fue la primera muestra pública de la bandera que fue tolerada por las autoridades de la época, ya que ambos jugadores no fueron detenidos ni procesados en aquella ocasión.
En los años siguientes Iribar se destacó por apoyar públicamente a la izquierda abertzale. El 19 de octubre de 1978 se presentó como integrante de la primera Mesa Nacional de la coalición independentista Herri Batasuna, de la que fue por tanto uno de los fundadores. Junto con Telesforo Monzón, Patxi Zabaleta, Jon Idigoras o Francisco Letamendía, entre otros, formaba parte como independiente de la coalición. En aquel entonces la Mesa Nacional, más que órgano rector de la coalición funcionaba como una Junta de apoyo a HB. En aquella primera Mesa Nacional, Iribar ejercía como representante de Vizcaya.

## Filmografía
- Documental TVE (16-5-2015), «Conexión Vintage - Iribar» en RTVE.es.
- Reportaje Fiebre Maldini (30-4-2018), El Txopo Iribar en Movistar+.
- Documental TVE (1-1-1971),   en RTVE.es.